# Zanotta (Möbeldesign)
Die Firma für Möbeldesign Zanotta wurde 1954 in der norditalienischen Stadt Nova Milanese von Aurelio Zanotta gegründet. Sie wurde hauptsächlich durch ihre Beiträge zum Design im Italien der 1950er und 1960er Jahre bekannt.
Einige der Zanottaprodukte werden in Museen wie unter anderen dem Museum of Modern Art (MoMA) in New York City, im Metropolitan Museum ebenfalls in New York City, Centre Pompidou in Paris, im Designmuseo in Helsinki und im Vitra Design Museum in Weil am Rhein ausgestellt.

## Entwürfe

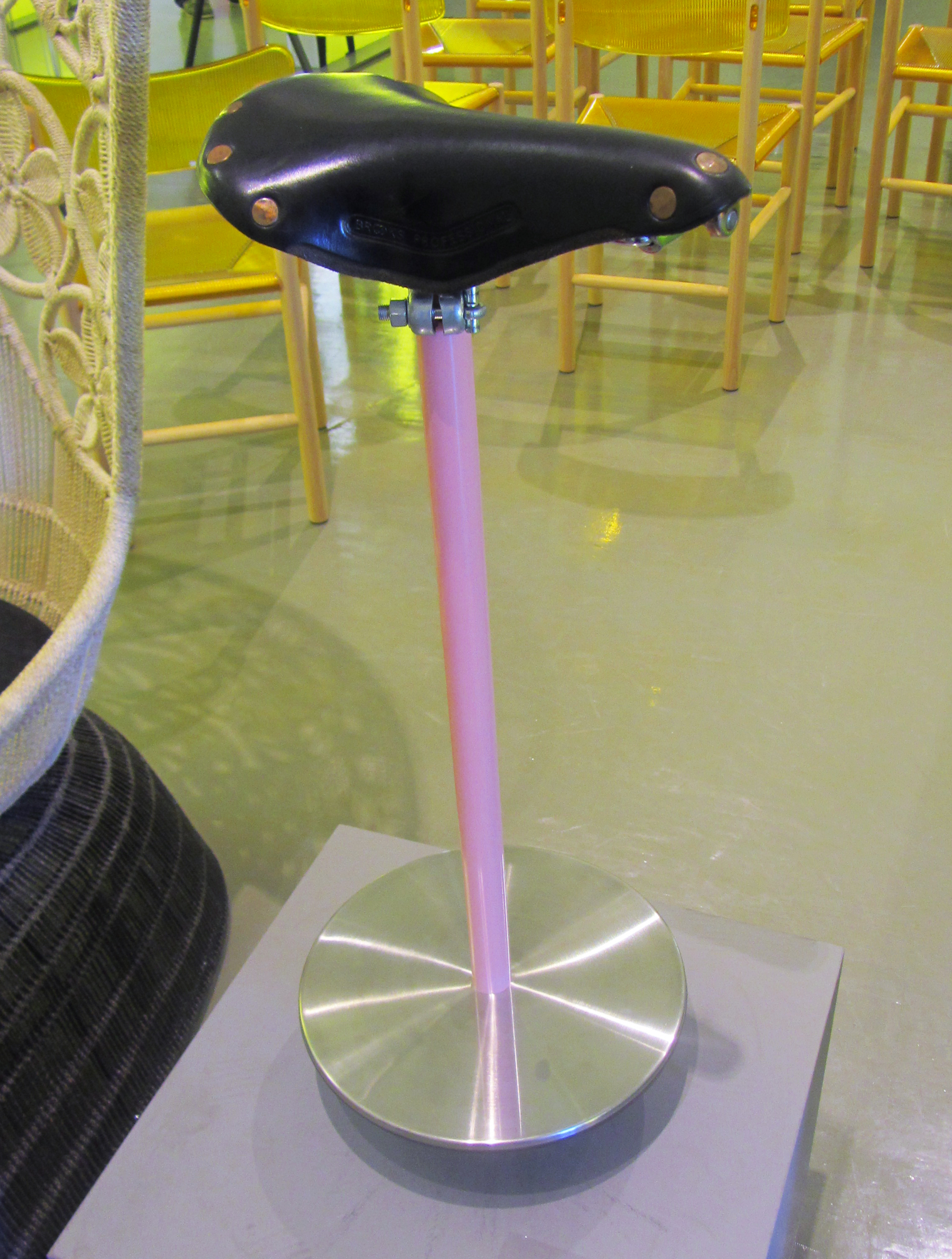
Stuhl der Sitzgruppe Sella

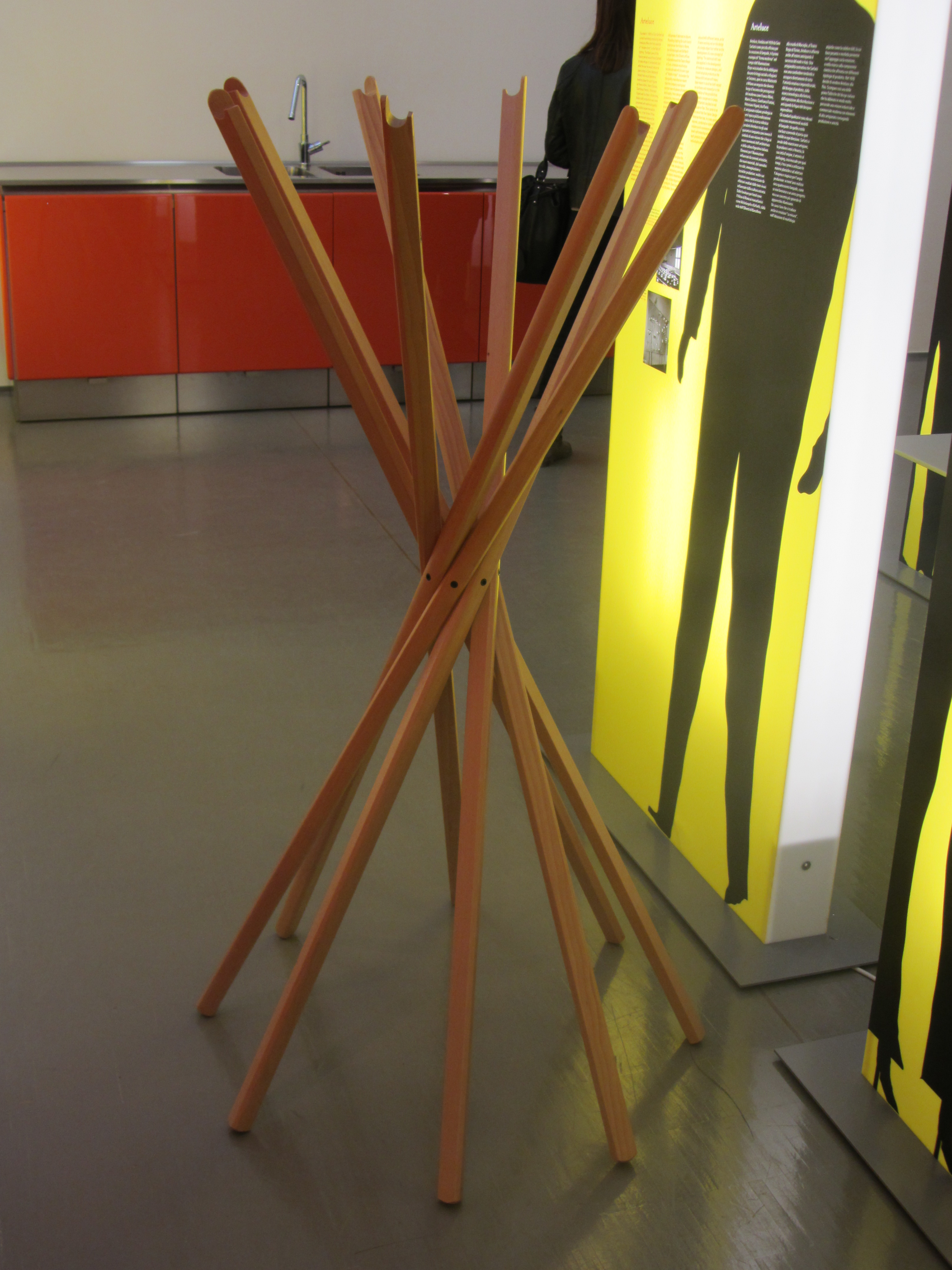
Kleiderständer Sciangai

zu den bekanntesten Entwürfen der Firma zählen:
- Tisch Arabesco, projektiert 1949 von Carlo Mollino.
- Sitzgruppe Sella 1957 von Achille Castiglioni und seinem Bruder Pier Giacomo Castiglioni.
- Schaumstoff-Sessel Throw-Away 1965 von Willie Landels.
  - Neuauflage in neuen Farben und Größen und mit Kissen zum Jubiläum 2015.[1]
- Stuhl Allunaggio 1966 von den Brüdern Castiglioni.
- Sessel Karelia 1966 von Liisi Beckmann.
- Hütte Guscio 1968 von Roberto Menghi.
- Sitzsack Sacco 1968 von Piero Gatti, Cesare Paolini und Franco Teodoro.
- aufblasbarer PVC-Sessel Blow 1968 von Jonathan de Pas, Donato D'Urbino, Paolo Lomazzi und Carla Scolari.[2]
- Tisch Marcuso 1969 von Marco Zanuso.
- Kleiderständer Sciangai 1973 von De Pas, D’Urbino, Lomazzi.
- Sitzmöbel Tonietta 1985 von Enzo Mari.
- Kommode Mombasa 1989 von Ettore Sottsass.
- Chaiselongue Soft 1999 von Werner Aisslinger.
- Sessel Fly 2002 von Marc Robson.
- Sessel Brasilia 2003 von Ross Lovegrove.
- Schrankwand Speed von Carlo Colombo.
- Sessel Derby 2010 von Noé Duchaufour-Lawrance.
- Tisch Ago 2013 von Alfredo Häberli.

## Lizenzfertigung
- ab 1971 2070 Spartana. Der Landi-Stuhl des Schweizer Designers Hans Coray aus dem Jahr 1939.

## Weitere Designer des Hauses
- Gae Aulenti
- Joe Colombo
- Alessandro Mendini
- Bruno Munari

## Preise und Auszeichnungen
- 1968: Compasso d’Oro (Goldener Zirkel) für die Hütte Guscio von Roberto Menghi.
- 1970: Vorschlagsliste für den Compasso d'Oro für den Sessel Sacco von Gatti-Paolini-Teodoro.
- 1979: Compasso d'Oro für den Kleiderbügel Sciangai von De Pas-D'Urbino-Lomazzo.
- 1981: Vorschlagsliste für den Compasso d'Oro für den Stuhl Allunaggio von Achille Castiglioni und Pier Giacomo Castiglioni.
- 1987: Compasso d'Oro für das Sitzmöbel Tonietta von Enzo Mari.